# Joseph Cawthorn
Joseph Cawthorn, parfois crédité Joseph Cawthorne, est un acteur américain né le 29 mars 1868 à New York, et mort le 21 janvier 1949 à Beverly Hills (Los Angeles).

## Filmographie partielle
- 1927 : Very Confidential de James Tinling
- 1927 : Two Girls Wanted d'Alfred E. Green
- 1929 : Speakeasy, de Benjamin Stoloff
- 1929 : La Mégère apprivoisée (The Taming of the Shrew) de Sam Taylor
- 1929 : L'Idylle de la radio (Jazz Heaven) de Melville W. Brown
- 1930 : Dixiana de Luther Reed
- 1932 : Aimez-moi ce soir (Love Me Tonight), de Rouben Mamoulian
- 1933 : Blondie Johnson de Ray Enright
- 1933 : Rêves brisés (Broken Dreams) de Robert G. Vignola
- 1932 : Les Morts-vivants (White Zombie), de Victor Halperin
- 1934 : Ondes d'amour (Twenty Million Sweethearts) de Ray Enright
- 1934 : Femme d'intérieur (Housewife), d'Alfred E. Green
- 1934 : Fascination (Glamour) de William Wyler
- 1934 : Musique dans l'air (Music in the Air) de Joe May
- 1934 : Young and Beautiful de Joseph Santley
- 1934 : Un soir en scène (Sweet Adeline), de Mervyn LeRoy
- 1935 :  Reine de beauté (Page Miss Glory) de Mervyn LeRoy
- 1935 : La Fugue de Mariette (Naughty Marietta), de Robert Z. Leonard et W. S. Van Dyke
- 1936 : Le Grand Ziegfeld (The Great Ziegfeld), de Robert Z. Leonard
- 1936 : One Rainy Afternoon, de Rowland V. Lee